# 佐伯上村
佐伯上村（さえきかみ / さいきかみ むら）は、岡山県赤磐郡にあった村。現在の和気郡和気町の一部にあたる。

## 地理
佐伯平野の西部、金子・鳥ケ佐古の2山系の間に位置していた。

## 歴史
- 1889年（明治22年）6月1日、町村制の施行により、磐梨郡田賀村、宇生村、矢田部村、加三方村、小坂村が合併して村制施行し、佐伯上村が発足[1][2]。旧村名を継承した田賀、宇生、矢田部、加三方、小坂の5大字を編成[1]。
- 1896年（明治29年）佐伯上村農会設立[1]。
- 1900年（明治33年）4月1日、郡の統合により赤磐郡に所属[1][2]。
- 1913年（大正2年）佐伯上信用販売購買組合設立[1]。
- 1942年（昭和17年）4月1日、赤磐郡佐伯本村と合併し佐伯村を新設して廃止された[1][2]。合併後、佐伯村大字田賀・宇生・矢田部・加三方・小坂となる[1]。

### 地名の由来
古来、佐伯荘域の上地部に位置することから。

## 産業
- 農業[1]